# اش-سور-آلزت
اش-سور-آلزت (به لاتین: Esch-sur-Alzette) یک شهر در دوک‌نشین لوکزامبورگ و در مجاورت مرز کشور فرانسه است که در اش-سور-آلزت واقع شده‌است. پردیس اصلی دانشگاه لوکزامبورگ نیز در همین شهر و در محله‌ی بلوال قرار دارد. نام این شهر معمولاً به اختصار اِش نامیده می‌شود؛ اما نام کامل این شهر آن را از روستا و شهرداری اِش-سور-سور که در فاصله ۴۵ کیلومتری شمال آن قرار دارد، متمایز می‌کند. پایتخت کشور، شهر لوکزامبورگ نیز تقریباً در فاصله ۱۵ کیلومتری در شمال شرق این شهر قرار دارد.

## خواهرخوانده
شهرهای بثنال گرین، کویمبرا، کلن، لیژ، لیل (فرانسه)، مودلینگ، افنباخ آم ماین، پوتو، رتردام، سن-ژیل (بلژیک)، تورین، ولتری، Zemun و رتردام خواهرخوانده‌های اش-سور-آلزت هستند.